# Олол Дінле
Олол Дінле (? — 1960-ті рр. / 1978 р., Аддіс-Абеба (?)) — огаденський султан-націоналіст, що походив із сомалійського клану аджуран і засідав у Калафо, щоздавна був племінним центром. У 1920-х рр. успішно присягнув на вірність Королівству Італія, в результаті в першій половині 1930-х рр. ушанований титулом султана Шабелле.
Імовірно, був повішений в 1960-х рр. в Аддіс-Абебі. Згідно усної історії, помер у 1978 році.